# Andra Lyonkonciliet
Det andra Lyonkonciliet var ett romersk-katolskt koncilium som hölls i Lyon 1274. Påven Gregorius X översåg konciliet, vid vilket mer än femhundra biskopar, sextio abbotar, och fler än tusen prelater närvarade. Den första sessionen öppnade 7 maj, 1274 med fem följdsessioner som öppnade 18 maj, 7 juni, 6 juli, 16 juli och 17 juli. Bland andra som närvarade var Jakob I av Aragonien, ambassadören för kejsare Mikael VIII Palaiologos med medlemmar av det grekiska prästerskapet, och ambassadörer för Khanen av tatarerna.
Den huvudsakliga frågan som diskuterades var erövrandet av Heliga landet och kyrkornas återförening. Thomas av Aquino var inbjuden till konciliet, men avled under resan dit, i Frosinone. Bonaventura närvarade, men avled under konciliet i Lyon 15 juli. En annan som deltog var Albertus Magnus.

## Erövringen av Heliga landet
Konciliet debatterade finansiella aspekter av korstågen. Det beslutades att en skatt skulle tas från alla kristna församlingar under sex år för korstågets skull. Jakob av Aragonien ville påbörja organiseringen av korståget omedelbart, men Tempelherreorden motsatte sig det. Khanens ambassadörer förhandlade med Påven, som bad dem lämna de kristna i fred under kriget mot islam.

## Kyrkornas återförening
I avsikt att avsluta schismen mellan Romersk-katolska kyrkan och Konstantinopel, hade Gregorius X sänt en delegation till Mikael VIII Palaiologos och uppmanat latinska regenter i öst att vara återhållssamma i sina strävanden. Patriarken Germanus av Konstantinopel och andra östliga dignitärer anlände till Lyon 24 juni med ett brev från sin kejsare. Den 29 juni höll Gregorius X en mässa i Johanneskyrkan som båda sidor deltog vid. Grekerna läste Nicenska trosbekännelsen med det för schismen avgörande tillägget om filioque tre gånger (tillägget om filioque var Romersk-katolska kyrkans tillägg, som den östliga motsatte sig). Till synes var konciliet en framgång, men erbjöd ingen varaktig lösning på schismen.

## Andra debatterade frågor
Konciliet tog upp reformeringen av Kyrkan. Flera biskopar och abbotar avsattes på grund av ovärdighet och några tiggarordnar förbjöds. Å andra sidan tilläts två andra ordnar, franciskanorden och dominikanorden.
Då det förekommit flera längre vakanser vid Den heliga stolen, fastslogs att kardinalerna inte fick lämna konklaven förrän de enats om val till påve. Kardinalerna skulle bo tillsammans i ett enda rum, vars utgångar murades igen sånär som på ett fönster som maten räcktes in genom. Valet skulle vara avslutat inom tre dagar. Om så inte skedde fick kardinalerna under de följande fem dagarna endast ett fat om dagen till middag och kvällsvard. Om de inte enade sig under dessa fem dagar skulle de endast få bröd, vatten och vin. Var och en av kardinalerna som försökte få kontakt med yttervärlden, och var och en som förmedlade en sådan åt dem, drabbades av exkommunikation. Detta beslut upphävdes av Hadrianus V 1276, men återinfördes av Johannes XXI. Det har därefter omskapats, och ligger till grund för det nuvarande påvevalet.
Slutligen behandlade konciliet frågan om imperiets tron som Jakob av Aragonien gjorde anspråk på. Han avsattes dock av påven, och Rudolf I utsågs till tysk-romersk kejsare.